# Erimetopus brazzae
Erimetopus brazzae is een krabbensoort uit de familie van de Potamonautidae. De wetenschappelijke naam van de soort is voor het eerst geldig gepubliceerd in 1886 door A. Milne-Edwards.